# Суперліга (Туреччина)
Турецька футбольна суперліга (тур. Süper Lig) — найсильніший дивізіон турецького футболу. У змаганні беруть участь 19 клубів. Після кожного сезону клуби, що зайняли три останні місця, вибувають в ТФФ Першу лігу, а їхні місця займають три найсильніші команди з тієї ж ліги.

## Загальна інформація
До заснування загального чемпіонату Туреччини, національним чемпіоном ставав той клуб, який вигравав матч плей-оф, після закінчення регіональних ліг, між усіма регіональними чемпіонами по всій Туреччині. 
Загальнонаціональна Ліга була заснована в 1959 році як спроба об'єднання багатьох регіональних ліг по всій країні. Сезон починається в серпні щороку і закінчується в травні, при місячній зимовій перерві в грудні-січні. 18 клубів в лізі грають один з одним двічі, один раз вдома і один на виїзді. 
Починаючи з сезону 2009/10, дві найкращі команди отримали право на участь в Лізі чемпіонів. Чемпіон — з групового етапу, а срібний призер з третього кваліфікаційного раунду. Клуби, які зайняли третє та четверте місце, а також переможець кубку Туреччини виходять до Ліги Європи. 
У 2005 році Турецька федерація футболу підписала п'ятирічний контракт з мобільним оператором Turkcell, через що назву ліги змінили на Turkcell Super League на період співпраці.
12 серпня 2010, у зв'язку укладенням 5-річного спонсорського контракту з букмекерської компанією «Spor Toto», ліга отримала офіційне найменування «Spor Toto Süper Lig»

## Чемпіони
Тільки шість клубів ставали чемпіонами з моменту утворення Суперліги в 1959 році: Галатасарай (25), Фенербахче (19), Бешикташ (16), Трабзонспор (7), а також  Бурсаспор та Істанбул Башакшехір по (1).

### Призери
| Сезон     | Чемпіон             | Срібний призер      | Бронзовий призер    |
| --------- | ------------------- | ------------------- | ------------------- |
| 1957      | Бешикташ            | Галатасарай         | Алтай               |
| 1958      | Бешикташ            | Галатасарай         | Вефа                |
| 1959      | Фенербахче          | Галатасарай         | Вефа                |
| 1959–1960 | Бешикташ            | Фенербахче          | Галатасарай         |
| 1960–1961 | Фенербахче          | Галатасарай         | Бешикташ            |
| 1961–1962 | Галатасарай         | Фенербахче          | Бешикташ            |
| 1962–1963 | Галатасарай         | Бешикташ            | Фенербахче          |
| 1963–1964 | Фенербахче          | Бешикташ            | Галатасарай         |
| 1964–1965 | Фенербахче          | Бешикташ            | Галатасарай         |
| 1965–1966 | Бешикташ            | Галатасарай         | Генчлербірлігі      |
| 1966–1967 | Бешикташ            | Фенербахче          | Галатасарай         |
| 1967–1968 | Фенербахче          | Бешикташ            | Галатасарай         |
| 1968–1969 | Галатасарай         | Ескішехірспор       | Бешикташ            |
| 1969–1970 | Фенербахче          | Ескішехірспор       | Алтай               |
| 1970–1971 | Галатасарай         | Фенербахче          | Гезтепе             |
| 1971–1972 | Галатасарай         | Ескішехірспор       | Фенербахче          |
| 1972–1973 | Галатасарай         | Фенербахче          | Ескішехірспор       |
| 1973–1974 | Фенербахче          | Бешикташ            | Болуспор            |
| 1974–1975 | Фенербахче          | Галатасарай         | Ескішехірспор       |
| 1975–1976 | Трабзонспор         | Фенербахче          | Галатасарай         |
| 1976–1977 | Трабзонспор         | Фенербахче          | Алтай               |
| 1977–1978 | Фенербахче          | Трабзонспор         | Галатасарай         |
| 1978–1979 | Трабзонспор         | Галатасарай         | Фенербахче          |
| 1979–1980 | Трабзонспор         | Фенербахче          | Зонгулдакспор       |
| 1980–1981 | Трабзонспор         | Аданаспор           | Галатасарай         |
| 1981–1982 | Бешикташ            | Трабзонспор         | Фенербахче          |
| 1982–1983 | Фенербахче          | Трабзонспор         | Галатасарай         |
| 1983–1984 | Трабзонспор         | Фенербахче          | Галатасарай         |
| 1984–1985 | Фенербахче          | Бешикташ            | Трабзонспор         |
| 1985–1986 | Бешикташ            | Галатасарай         | Самсунспор          |
| 1986–1987 | Галатасарай         | Бешикташ            | Самсунспор          |
| 1987–1988 | Галатасарай         | Бешикташ            | Малатьяспор         |
| 1988–1989 | Фенербахче          | Бешикташ            | Галатасарай         |
| 1989–1990 | Бешикташ            | Фенербахче          | Трабзонспор         |
| 1990–1991 | Бешикташ            | Галатасарай         | Трабзонспор         |
| 1991–1992 | Бешикташ            | Фенербахче          | Галатасарай         |
| 1992–1993 | Галатасарай         | Бешикташ            | Трабзонспор         |
| 1993–1994 | Галатасарай         | Фенербахче          | Трабзонспор         |
| 1994–1995 | Бешикташ            | Трабзонспор         | Галатасарай         |
| 1995–1996 | Фенербахче          | Трабзонспор         | Бешикташ            |
| 1996–1997 | Галатасарай         | Бешикташ            | Фенербахче          |
| 1997–1998 | Галатасарай         | Фенербахче          | Трабзонспор         |
| 1998–1999 | Галатасарай         | Бешикташ            | Фенербахче          |
| 1999–2000 | Галатасарай         | Бешикташ            | Газіантепспор       |
| 2000–2001 | Фенербахче          | Галатасарай         | Газіантепспор       |
| 2001–2002 | Галатасарай         | Фенербахче          | Бешикташ            |
| 2002–2003 | Бешикташ            | Галатасарай         | Генчлербірлігі      |
| 2003–2004 | Фенербахче          | Трабзонспор         | Бешикташ            |
| 2004–2005 | Фенербахче          | Трабзонспор         | Галатасарай         |
| 2005–2006 | Галатасарай         | Фенербахче          | Бешикташ            |
| 2006–2007 | Фенербахче          | Бешикташ            | Галатасарай         |
| 2007–2008 | Галатасарай         | Фенербахче          | Бешикташ            |
| 2008–2009 | Бешикташ            | Сівасспор           | Трабзонспор         |
| 2009–2010 | Бурсаспор           | Фенербахче          | Галатасарай         |
| 2010–2011 | Фенербахче          | Трабзонспор         | Бурсаспор           |
| 2011–2012 | Галатасарай         | Фенербахче          | Трабзонспор         |
| 2012–2013 | Галатасарай         | Фенербахче          | Бешикташ            |
| 2013–2014 | Фенербахче          | Галатасарай         | Бешикташ            |
| 2014–2015 | Галатасарай         | Фенербахче          | Бешикташ            |
| 2015–2016 | Бешикташ            | Фенербахче          | Коньяспор           |
| 2016–2017 | Бешикташ            | Істанбул Башакшехір | Фенербахче          |
| 2017–2018 | Галатасарай         | Фенербахче          | Істанбул Башакшехір |
| 2018–2019 | Галатасарай         | Істанбул Башакшехір | Бешикташ            |
| 2019–2020 | Істанбул Башакшехір | Трабзонспор         | Бешикташ            |
| 2020–2021 | Бешикташ            | Галатасарай         | Фенербахче          |
| 2021–2022 | Трабзонспор         | Фенербахче          | Коньяспор           |
| 2022–2023 | Галатасарай         | Фенербахче          | Бешикташ            |
| 2023–2024 | Галатасарай         | Фенербахче          | Трабзонспор         |
| 2024–2025 | Галатасарай         | Фенербахче          | Самсунспор          |

### По клубам
Згідно правил ТФФ клуби розміщують по одній золотій зірці над логотипами за кожні п'ять перемог у національних чемпіонатах. Відповідно «Галатасарай» має чотири золоті зірки, «Фенербахче» і «Бешикташ» — по три, а «Трабзонспор» лише одну.
| Клуб                | Перемог | Сезони |
| ------------------- | ------- | --- |
| Галатасарай         | 25      | 1962, 1963, 1969, 1971, 1972, 1973, 1987, 1988, 1993, 1994, 1997, 1998, 1999, 2000, 2002, 2006, 2008, 2012, 2013, 2015, 2018, 2019, 2023, 2024, 2025 |
| Фенербахче          | 19      | 1959, 1961, 1964, 1965, 1968, 1970, 1974, 1975, 1978, 1983, 1985, 1989, 1996, 2001, 2004, 2005, 2007, 2011, 2014                                     |
| Бешикташ            | 16      | 1957*, 1958*, 1960, 1966, 1967, 1982, 1986, 1990, 1991, 1992, 1995, 2003, 2009, 2016, 2017, 2021                                                     |
| Трабзонспор         | 7       | 1976, 1977, 1979, 1980, 1981, 1984, 2022 |
| Бурсаспор           | 1       | 2010 |
| Істанбул Башакшехір | 1       | 2020 |

Примітка:
* «Бешикташ» офіційно попросив, щоб перемоги у сезонах 1956/57 і 1957/58 у турецькому Кубку Федерації прирівняти до чемпіонства у турецькому чемпіонаті. Турецька футбольна федерація 25 березня 2002 винесла постанову, у якій було оголошено, що перемоги у турецькому Кубку Федерації вважати як національний титул.

## Рекорди

### Сезони
- Найдовший сезон: 1962-1963 (42 матчі) 

### Клуби
- Найбільше чемпіонств: Галатасарай (24 титули)
- Найбільше других місць: Фенербахче (24 рази)
- Найбільша кількість титулів поспіль: Галатасарай (1996 - 2000)
- Найбільший розрив у рахунку: Бешикташ - Адана Демірспор (10-0, сезон 1989-1990)
- Найкращий старт чемпіонату: Бешикташ (13 перемог у 13 іграх, сезон 1959-1960)
- Найбільша кількість забитих голів: Галатасарай (2908 голів)
- Найбільша кількість забитих голів у одній грі: Фенербахче - Газіантепспор (8-4, сезон 1991-1992)
- Найуспішніший сезон: Фенербахче (29 перемог, 6 нічиїх, 1 поразка в 36 матчах, сезон 1988-1989)
- Найдовша безпрограшна серія: Бешикташ (48 матчів)
- Найдовший переможну серію: Бешикташ (13 матчів, сезон 1959-1960)
- Найбільше перемог у сезоні: Бешикташ, Фенербахче (29 перемог)
- Найбільше голів протягом одного сезону: Фенербахче (103 голів у 36 іграх, сезон 1988-1989), Галатасарай (105 голів у 42 іграх, сезон 1962-1963)
- Найменше пропущених голів за сезон: Фенербахче (6 голів у 30 іграх, сезон 1969-1970)
- Найкращий рахунок у дербі: Фенербахче (137-116 проти Галатасараю), (121-120 проти Бешикташу)
- Найбільше домашніх перемог поспіль: Галатасарай (25 перемог)

### Гравці
- Найбільше найкращих бомбардирів сезону: Фенербахче і Галатасарай (13 :*бомбардирів)
- Найкращий бомбардир за всю історію: Хакан Шюкюр (Галатасарай) (249 голів)
- Найбільше разів виграли Лігу: Суат Кая, Бюлент Коркмаз і Хакан Шукур ( Галатасарай) (8 сезонів)
- Найбільше разів ставав найкращим бомбардиром: Октай Метін (Галатасарай) (6 раз)
- Найбільше голів за сезон: Танжу Чолак (Галатасарай) (39 голів, сезон 1987-1988)
- Найбільше голів в одному матчі: Танжу Чолак (Фенербахче) (6 голів)

## Українці в Суперлізі
| Гравець            | Клуб                   | Сезон   | Ігри | Голи |
| ------------------ | ---------------------- | ------- | ---- | ---- |
| Іван Вишневський   | «Фенербахче»           | 1989/90 | 22   | 0    |
| Іван Вишневський   | «Сариєр»               | 1990/91 | 28   | 0    |
| Іван Вишневський   | «Сариєр»               | 1991/92 | 12   | 0    |
| Олександр Гайдаш   | «Сариєр»               | 1991/92 | 9    | 4    |
| Віктор Гришко      | «Трабзонспор»          | 1992/93 | 29   | 0    |
| Віктор Гришко      | «Трабзонспор»          | 1993/94 | 13   | 0    |
| Віктор Гришко      | «Трабзонспор»          | 1994/95 | 16   | 0    |
| Юрій Шелепницький  | «Трабзонспор»          | 1992/93 | 18   | 3    |
| Юрій Шелепницький  | «Трабзонспор»          | 1993/94 | 6    | 0    |
| Юрій Шелепницький  | «Алтай»                | 1993/94 | 16   | 1    |
| Юрій Шелепницький  | «Алтай»                | 1994/95 | 31   | 3    |
| Юрій Шелепницький  | «Алтай»                | 1995/96 | 31   | 0    |
| Юрій Шелепницький  | «Денізліспор»          | 1996/97 | 19   | 2    |
| Володимир Лютий    | «Бурсаспор»            | 1992/93 | 2    | 0    |
| Сергій Гусєв       | «Трабзонспор»          | 1993/94 | 1    | 0    |
| Сергій Гусєв       | «Алтай»                | 1993/94 | 19   | 5    |
| Юрій Калитвинцев   | «Трабзонспор»          | 1998/99 | 14   | 1    |
| Сергій Беженар     | «Ерзурумспор»          | 1999/00 | 32   | 0    |
| Володимир Мацігура | «Коджаеліспор»         | 2000/01 | 14   | 1    |
| Сергій Ребров      | «Фенербахче»           | 2002/03 | 13   | 2    |
| Сергій Ребров      | «Фенербахче»           | 2003/04 | 25   | 2    |
| Артем Мілевський   | «Газіантепспор»        | 2013/14 | 6    | 1    |
| Владислав Кулач    | «Ескішехірспор»        | 2015/16 | 4    | 0    |
| Денис Бойко        | «Бешикташ»             | 2015/16 | 3    | 0    |
| Євген Селезньов    | «Кардемір Карабюкспор» | 2016/17 | 16   | 6    |
| Євген Селезньов    | «Кардемір Карабюкспор» | 2017/18 | 13   | 1    |
| Євген Селезньов    | «Акхісарспор»          | 2017/18 | 17   | 6    |
| Євген Селезньов    | «Акхісарспор»          | 2018/19 | 7    | 3    |
| Олександр Караваєв | «Фенербахче»           | 2016/17 | 3    | 0    |
| Андрій Блізніченко | «Кардемір Карабюкспор» | 2016/17 | 12   | 1    |
| Андрій Блізніченко | «Кардемір Карабюкспор» | 2017/18 | 21   | 0    |
| Олександр Рибка    | «Кардемір Карабюкспор» | 2016/17 | 3    | 0    |
| Олександр Рибка    | «Кардемір Карабюкспор» | 2017/18 | 19   | 0    |
| Олександр Кучер    | «Кайсеріспор»          | 2017/18 | 21   | 0    |
| Олександр Кучер    | «Кайсеріспор»          | 2018/19 | 21   | 0    |
| Сергій Рибалка     | «Сівасспор»            | 2017/18 | 21   | 1    |
| Сергій Рибалка     | «Сівасспор»            | 2018/19 | 28   | 4    |
| Сергій Рибалка     | «Сівасспор»            | 2019/20 | 3    | 0    |
| Артем Кравець      | «Кайсеріспор»          | 2017/18 | 13   | 3    |
| Артем Кравець      | «Кайсеріспор»          | 2018/19 | 23   | 5    |
| Артем Кравець      | «Кайсеріспор»          | 2019/20 | 19   | 8    |
| Артем Кравець      | «Коньяспор»            | 2020/21 | 29   | 9    |
| Антон Кравченко    | «Кардемір Карабюкспор» | 2017/18 | 16   | 0    |
| Євген Опанасенко   | «Коньяспор»            | 2018/19 | 9    | 0    |
| Олександр Гладкий  | «Чайкур Різеспор»      | 2018/19 | 8    | 0    |
| Микола Морозюк     | «Чайкур Різеспор»      | 2018/19 | 14   | 0    |
| Микола Морозюк     | «Чайкур Різеспор»      | 2019/20 | 25   | 0    |
| Микола Морозюк     | «Чайкур Різеспор»      | 2020/21 | 33   | 0    |
| Денис Гармаш       | «Чайкур Різеспор»      | 2019/20 | 14   | 3    |
| Андрій Борячук     | «Чайкур Різеспор»      | 2019/20 | 5    | 0    |
| Богдан Бутко       | «ББ Ерзурумспор»       | 2020/21 | 10   | 0    |
| Ярослав Ракіцький  | «Адана Демірспор»      | 2022/23 | 8    | 0    |
| Арсеній Батагов    | «Трабзонспор»          | 2024/25 | 18   | 1    |
| Данило Сікан       | «Трабзонспор»          | 2024/25 | 12   | 3    |
| Олександр Зубков   | «Трабзонспор»          | 2024/25 | 13   | 5    |